# اسپیجک
اسپیجک (به هلندی: Spijk) یک منطقهٔ مسکونی در هلند است که در دلف‌زیل واقع شده‌است. اسپیجک ۱٬۲۰۵ نفر جمعیت دارد.